# Tverrådalskyrkja
Tverrådalskyrkja es una montaña en la frontera entre los municipios de Luster (en el condado de Vestland ) y Skjåk (en el condado de Innlandet ), Noruega . Es parte de la cordillera Breheimen dentro del parque nacional Breheimen, justo al norte del gran glaciar Harbardsbreen. Está a 23 kilómetros al norte del pueblo de Skjolden en Luster y a 33 kilómetros al suroeste de Bismo en Skjåk.
El pico principal, de 2.088 metros de altitud, también se llama Store Tverrådalskyrkja. A unos 700 metros al suroeste del pico principal, hay un segundo pico a una altitud de 2.034 metros, llamado Søre Tverrådalskyrkja.
Se puede llegar a Tverrådalskyrkja desde el refugio de la Asociación Noruega de Turismo de Montaña de Sotasæter. El acceso habitual al pico es por el glaciar Fortundalsbreen, y luego por la cresta oriental.

## Nombre
El primer elemento es el genitivo del nombre del valle Tverrådalen. El último elemento es la forma finita de kyrkje que significa " iglesia ". (Varias montañas de Noruega se llaman Kyrkja debido a su semejanza con una iglesia.) El primer elemento del nombre del valle es el nombre del río Tverråa y el último elemento es la forma finita de dal que significa "valle". El nombre del río es un compuesto de tverr que significa "cruz" y la forma finita de å que significa "río (pequeño)" — lo que es un "río lateral" (a un río más grande).
Tienda Tverrådalskyrkja significa "El gran Tverrådalskyrkja" y Søre Tverrådalskyrkja significa "El sur de Tverrådalskyrkja".